# Rivolet
Rivolet ist eine französische Gemeinde mit 588 Einwohnern (Stand: 1. Januar 2022) im Département Rhône in der Region Auvergne-Rhône-Alpes. Die Gemeinde gehört zum Arrondissement Villefranche-sur-Saône und zum Kanton Gleizé.

## Geographie
Rivolet liegt etwa acht Kilometer westnordwestlich von Villefranche-sur-Saône im Weinbaugebiet Bourgogne. Hier entspringt das Flüsschen Nizerand und entwässert zur Saône. Umgeben wird Rivolet von den Nachbargemeinden Vaux-en-Beaujolais im Norden, Montmelas-Saint-Sorlin im Norden und Nordosten, Denicé im Osten, Cogny im Süden und Südosten, Sainte-Paule im Süden und Südwesten, Létra im Südwesten, Chambost-Allières im Westen sowie Saint-Cyr-le-Chatoux im Nordwesten.

## Bevölkerungsentwicklung
| Jahr                       | 1962 | 1968 | 1975 | 1982 | 1990 | 1999 | 2006 | 2013 |
| Einwohner                  | 337  | 341  | 342  | 327  | 369  | 488  | 528  | 577  |
| Quellen: Cassini und INSEE |      |      |      |      |      |      |      |      |

## Sehenswürdigkeiten
- Himmelfahrts-Kirche (Église de l'Assomption)

## Weblinks

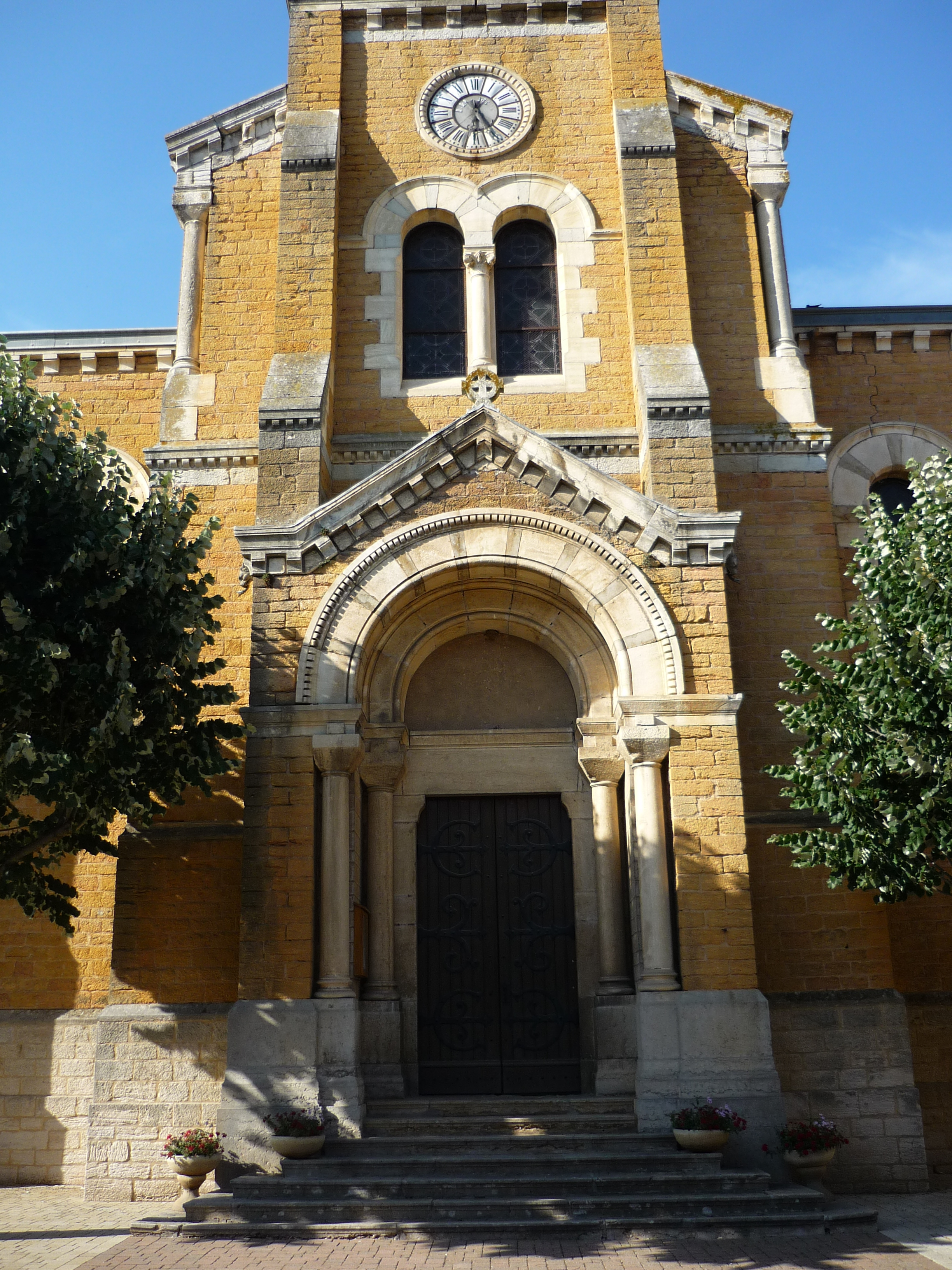
Himmelfahrts-Kirche